# Stevens County (Minnesota)
Stevens County is een county in de Amerikaanse staat Minnesota.
De county heeft een landoppervlakte van 1.456 km² en telt 10.053 inwoners (volkstelling 2000). De hoofdplaats is Morris.